# Crotalaria kurzii
Crotalaria kurzii là một loài thực vật có hoa trong họ Đậu. Loài này được Kurz miêu tả khoa học đầu tiên.